# Trimeresurus buniana
Espèce
Synonymes
- Popeia buniana
Grismer, Grismer & Mcguire, 2006

Trimeresurus buniana est une espèce de serpents de la famille des Viperidae. 

## Répartition
Cette espèce est endémique de l'île Tioman au Pahang en Malaisie.

## Description
C'est un serpent venimeux.

## Publication originale
- Grismer, Grismer & Mcguire, 2006 : A new species of pitviper of the genus Popeia (Squamata: Viperidae) from Pulau Tioman, Pahang, West Malaysia. Zootaxa, n. 1305, p. 1-19.